# 한둥린 (배우)
한둥린(중국어 간체자: 韩东霖, 병음: Hán Dōnglín, 한자음: 한동림, 1998년 8월 14일 ~ )은 중국의 배우이다.